# Fahrzeugtuning
Mit Fahrzeugtuning („Tuning“ abgeleitet vom Englischen ‚to tune‘ für (das) Abstimmen, in Einklang bringen) bezeichnet man individuelle Modifikationen an Personenkraftwagen, Motorrädern und auch Lastkraftwagen, die dem Zweck dienen, die Leistung oder die Fahreigenschaften zu verbessern oder zu verändern oder auch das optische und akustische Design zu ändern.
Der Begriff Tuning bedeutet im Wortsinn Feinabstimmung und bezieht sich im engeren Sinne auf die Feinabstimmung des Motors, der Aerodynamik einer Karosserie oder des Fahrwerks zur Leistungssteigerung. Im weiteren Sinn gehört dazu auch zum Beispiel das Aufbohren der Zylinder zur Hubraumvergrößerung, der Einbau von Kompressoren und Turboladern zur Aufladung, eine Lachgaseinspritzung oder der Einbau von Motoren mit größerem Hubraum.

## Begriff
Allgemein wird unter Tuning neben Veränderungen und Modifikationen am Motor auch Veränderungen verstanden, die die Fahrwerkeigenschaften und reine Designaspekte (z. B. Karosserieform und -farbe) betreffen. Unternehmen, die professionell Fahrzeugtuning anbieten, werden allgemein als Fahrzeugtuner oder einfach Tuner bezeichnet; jedoch ist dieser Begriff auch für den Eigentümer des Fahrzeugs gebräuchlich, insbesondere wenn er die Modifikationen (teilweise) selbst vorgenommen hat.
Für weitreichende Eingriffe in Motorisierung und/oder Karosserie in Verbindung mit umfangreichen Individualanfertigungen wird mittlerweile auch im deutschsprachigen Raum der in den USA gebräuchliche Begriff Customizing verwendet. Eine eindeutige Abgrenzung der Bezeichnungen „Tuning“ und „Customizing“ ist letztlich nicht möglich. Siehe dazu auch Custom Car und Custombike. Andererseits bedeutet das Wort „tuning“ im Englischen eher „Feineinstellung“. Die Benutzung des Wortes in der Art, wie es in der deutschen Sprache mittlerweile verwendet wird, hätte in den USA lange Zeit zu Unverständnis geführt. Dort war das Wort „tune“ im Autobereich nur in „tune-up“ (regelmäßige Inspektion) und „tuned-port injection“ (bei GM verwendete Vorkammereinspritzung) gebräuchlich; mittlerweile wird die deutsche Ausdrucksweise und Bedeutung auch verstanden, z. B. mit dem Begriff „tuner cars“ für komplett getunt angebotene Fahrzeuge von Firmen wie Brabus.
Beim Fahrzeugtuning unterscheidet man zwischen Motortuning, Fahrwerktuning, Karosserietuning und Interieurtuning.

## Abgrenzung zu Kit Car
Fahrzeugtuning ist die Veränderung des Vorhandenen. Wird ein Fahrzeug jedoch nicht um-, sondern gänzlich neu und anders aufgebaut, wobei häufig auch Teile eines „Spenderfahrzeugs“ verbaut werden, spricht man von einem Kit Car. Ziel ist hierbei meistens, zu erschwinglichem Preis das Erscheinungsbild eines sehr teuren Sportwagens oder Oldtimers zu erreichen oder eine gänzlich eigenständige Karosserieform zu verwirklichen.

## Geschichte

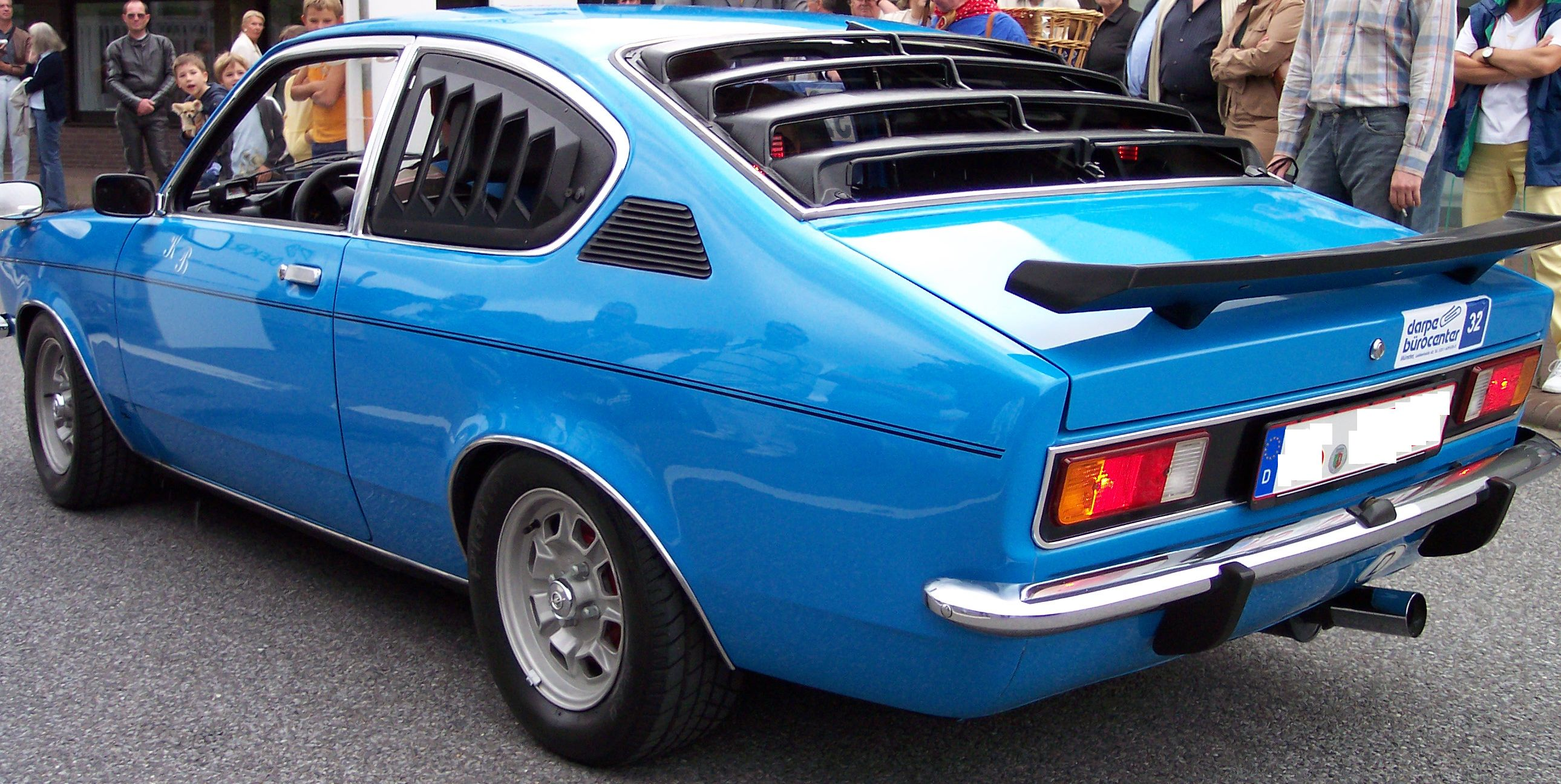
Opel Kadett C mit Kunststoffanbauteilen aus den 1970er Jahren und Tieferlegung

Tuning im eigentlichen Sinn hat seinen Ursprung in den 1950er Jahren. Erste Betriebe, sogenannte Autotuner, beschäftigten sich mit der Abstimmung und Leistungssteigerung von Motoren. Damals war der VW Käfer als weit verbreitetes Fahrzeug ein beliebtes Tuningobjekt.
1953 stellte Kamei den ersten Spoiler für den Käfer her. Er sollte bei Geschwindigkeiten von über 100 km/h für einen höheren Anpressdruck an der Vorderachse sorgen. Die Bezeichnung für diesen ersten Spoiler war „Tiefensteuer“.
Zu Beginn beschränkte sich das Fahrzeugtuning meist auf Leistungssteigerungen, allenfalls kombiniert mit notwendigen Fahrwerksmodifikationen, die der höheren Leistung Rechnung trugen, wie z. B. Sportstoßdämpfer oder in wenigen Fällen auch leistungsstärkere Bremsanlagen.
Seit den 1970er Jahren wurde das Fahrzeugtuning immer beliebter, was zur Gründung zahlreicher Tuningunternehmen führte. Auffällig waren die vielen angebotenen Extremumbauten. So wurden nicht selten Limousinen, Coupés und Sportwagen, aber auch alle anderen Arten von Fahrzeugen mit Anbauteilen bis zu einer Breite von zwei Metern angeboten. Der Begriff Showtuning wurde geprägt.

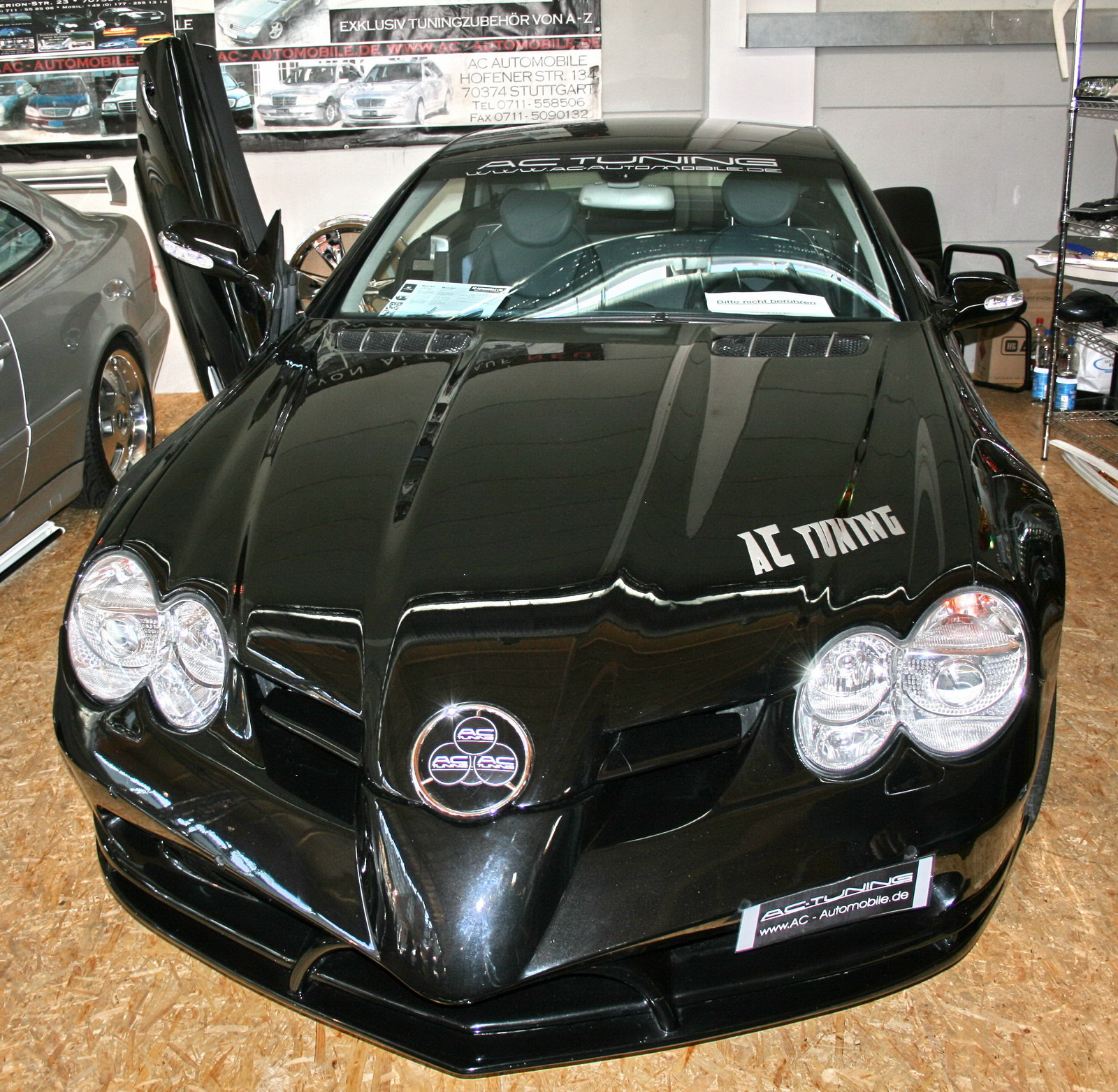
Ein stark modifizierter Mercedes SL (Optik angelehnt an den SLR)

„GFK-Bomber“ war eine abwertende Bezeichnung für ein Fahrzeug, an dem originale Karosserieteile (oft Front- und Heckschürzen sowie die Seitenschweller und Motorhaube) entfernt und durch auffällig geformte Glasfaser-Kunststoffteile (GFK) ersetzt wurden, die sich im Design stark vom Original unterschieden.
Etwa seit Ende der 1990er Jahre wurden immer seltener Fahrzeuge angeboten, die extrem vom jeweiligen Serienmodell abwichen. Der Trend ging zu dezenten Umbauten, bei denen ein größerer Wert auf Detailarbeiten und die Wirksamkeit der technischen Teile gelegt wurde.
Für eine Auflistung einzelner bekannter Fahrzeugtuningunternehmen siehe Liste von Fahrzeugtuningunternehmen.

## Tuningszene und der Ruf der Szene
Bei Liebhabern ist Fahrzeugtuning ein mit Ernsthaftigkeit betriebenes Hobby, das Fan-Charakter haben kann. Freunde des Tunings sind in vielerlei Hinsicht vernetzt, sie geben Zeitschriften heraus, organisieren Veranstaltungen und Treffen, so dass man von einer Tuningszene bzw. von regionalen Tuningszenen sprechen kann. Im Zusammenhang mit der Tuningszene und Tuning-Treffen wird auch immer wieder von illegalen Autorennen berichtet.

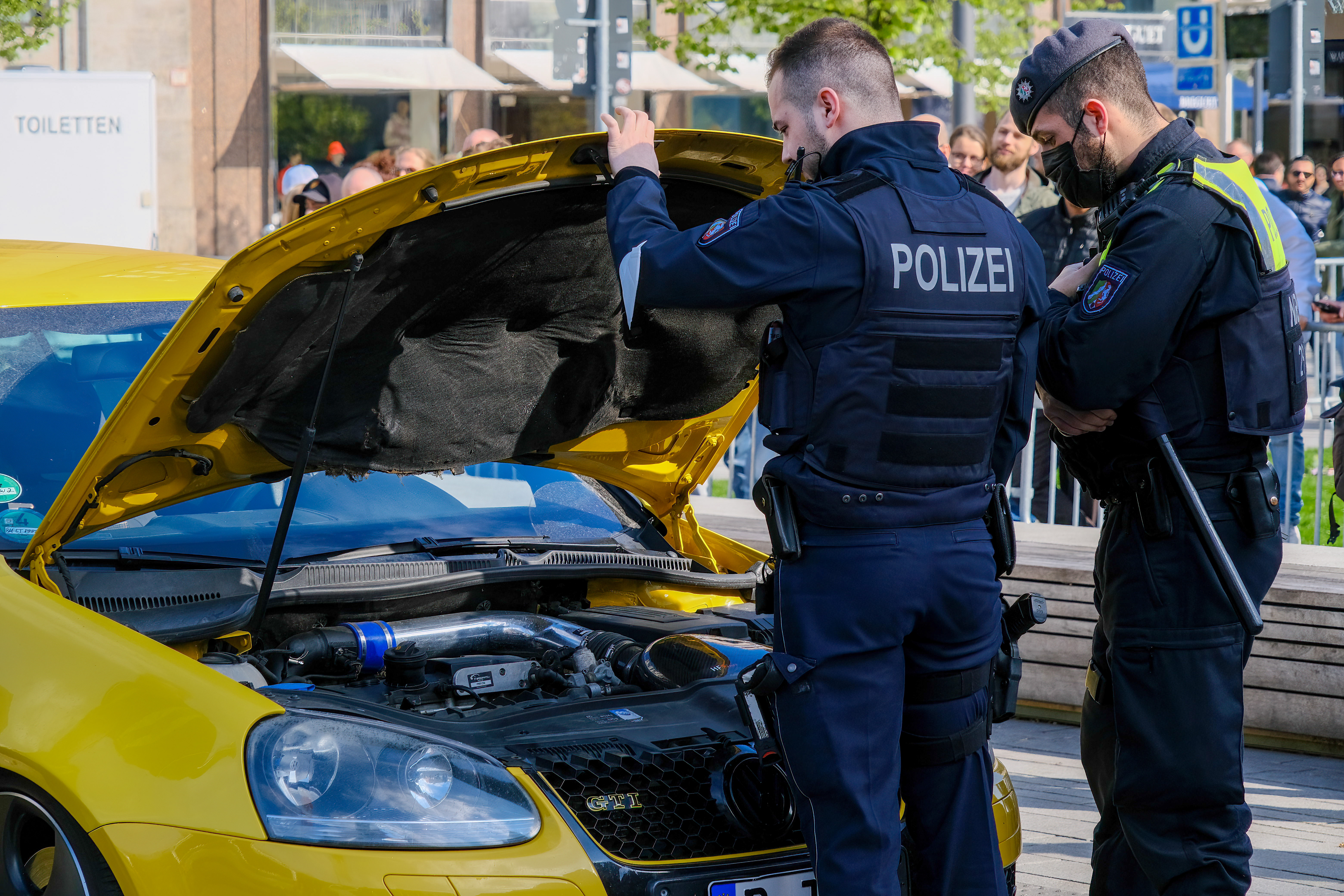
Fahrzeugkontrolle durch die „AG Tuning“ am Carfreitag 2022.

Der seit ein paar Jahren etablierte Carfreitag wird besonders von der Tuningszene genutzt, um ihre Fahrzeuge zu präsentieren. Mittlerweile wird durch Sondereinheiten der Polizei (wie die Düsseldorfer „AG Tuning“) versucht die Zunahme von illegalen Umbauten und unerwünschtes Autoposen zu reduzieren.
Bestimmte Automarken und -modelle waren und sind bei Anhängern des Autotunings besonders beliebt (z. B. Opel Manta, VW Golf GTI, BMW 3er usw.). Tuningfans dieser Modelle schließen sich oft in regionalen Clubs zusammen.
Außerhalb ihrer Szene haben Tuningfans oft ein klischeehaftes, teilweise negatives Image. Gemäß diesem Klischee werden Eigenschaften wie Imponierverhalten, prollige Umgangsformen, aggressiver Fahrstil usw. mit Fahrern von Tuningfahrzeugen assoziiert. Insbesondere der „Mantafahrer“ war ein beliebter Gegenstand von Filmkomödien (z. B. Manta Manta) und Witzen, die diese Stereotype zum Inhalt hatten.

## Arten des Fahrzeugtunings

### Motortuning
Ein Teilbereich des Fahrzeugtunings ist das Motortuning.

### Fahrwerktuning

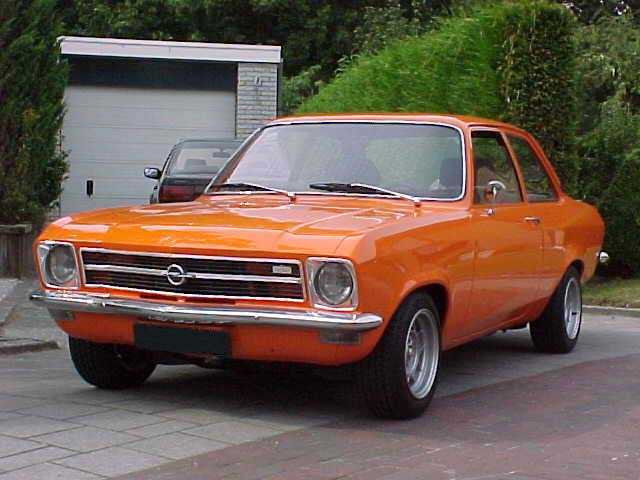
Fahrwerktuning am Beispiel eines modifizierten Opel Ascona A

Als Fahrwerktuning bezeichnet man Veränderungen vor allem im Bereich der Federn und Stoßdämpfer eines Fahrzeuges. Meistens werden hierbei kürzere Federn mit höherer Federrate und härtere Stoßdämpfer eingesetzt, um die Karosserieneigung bei Kurvenfahrt zu reduzieren. In der Regel wird hierbei auch die Bodenfreiheit des Fahrzeuges verringert, wobei durch das „Tieferlegen“ die Karosserie und damit auch der Schwerpunkt des Fahrzeuges nach unten verlagert wird – meist ist auch ein sportlicheres Aussehen ein Ziel.
Bei Geländewagen kann die Bodenfreiheit durch ein Fahrwerktuning auch erhöht werden („Höherlegen“).

#### Tieferlegung

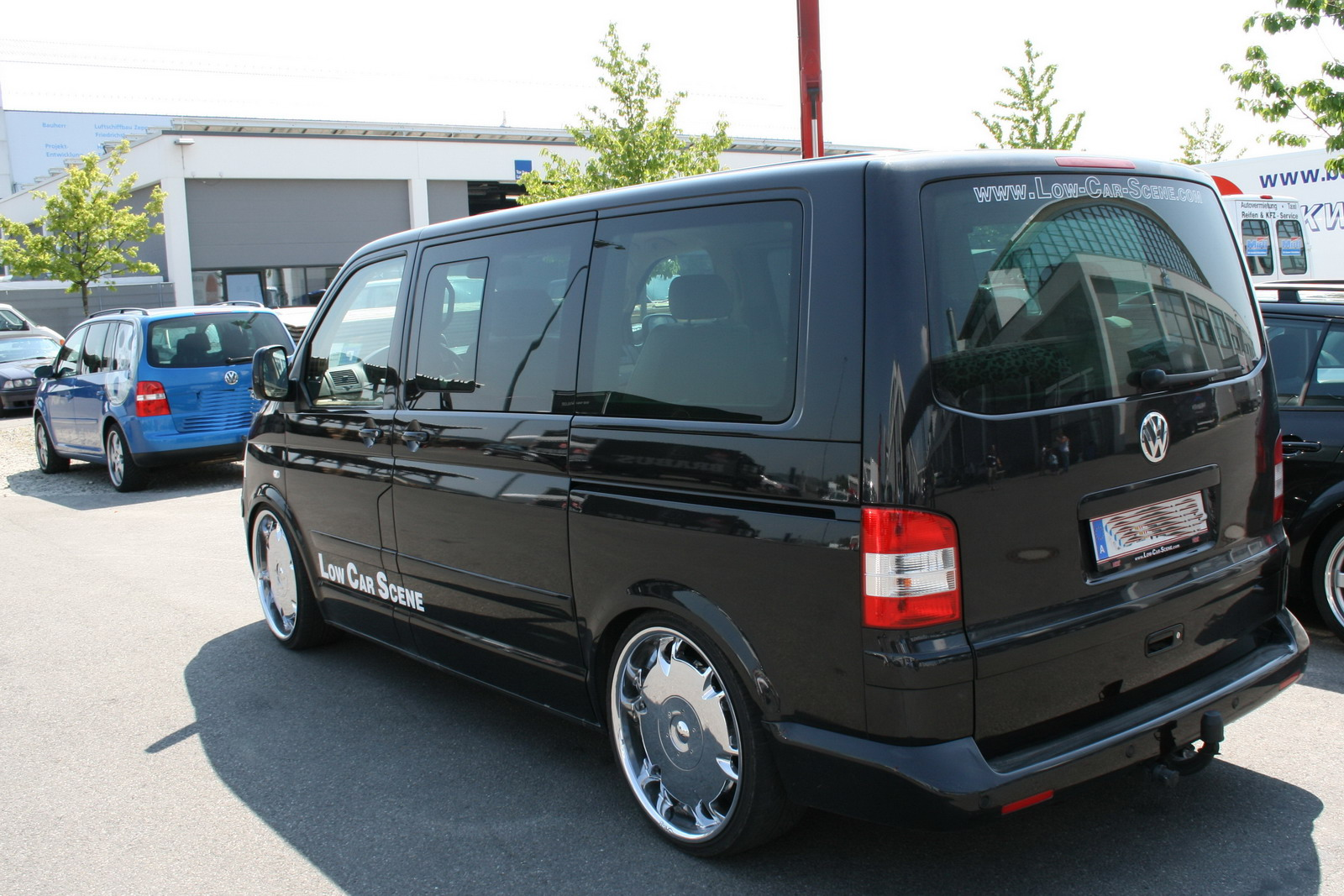
Tiefergelegter Volkswagen T5

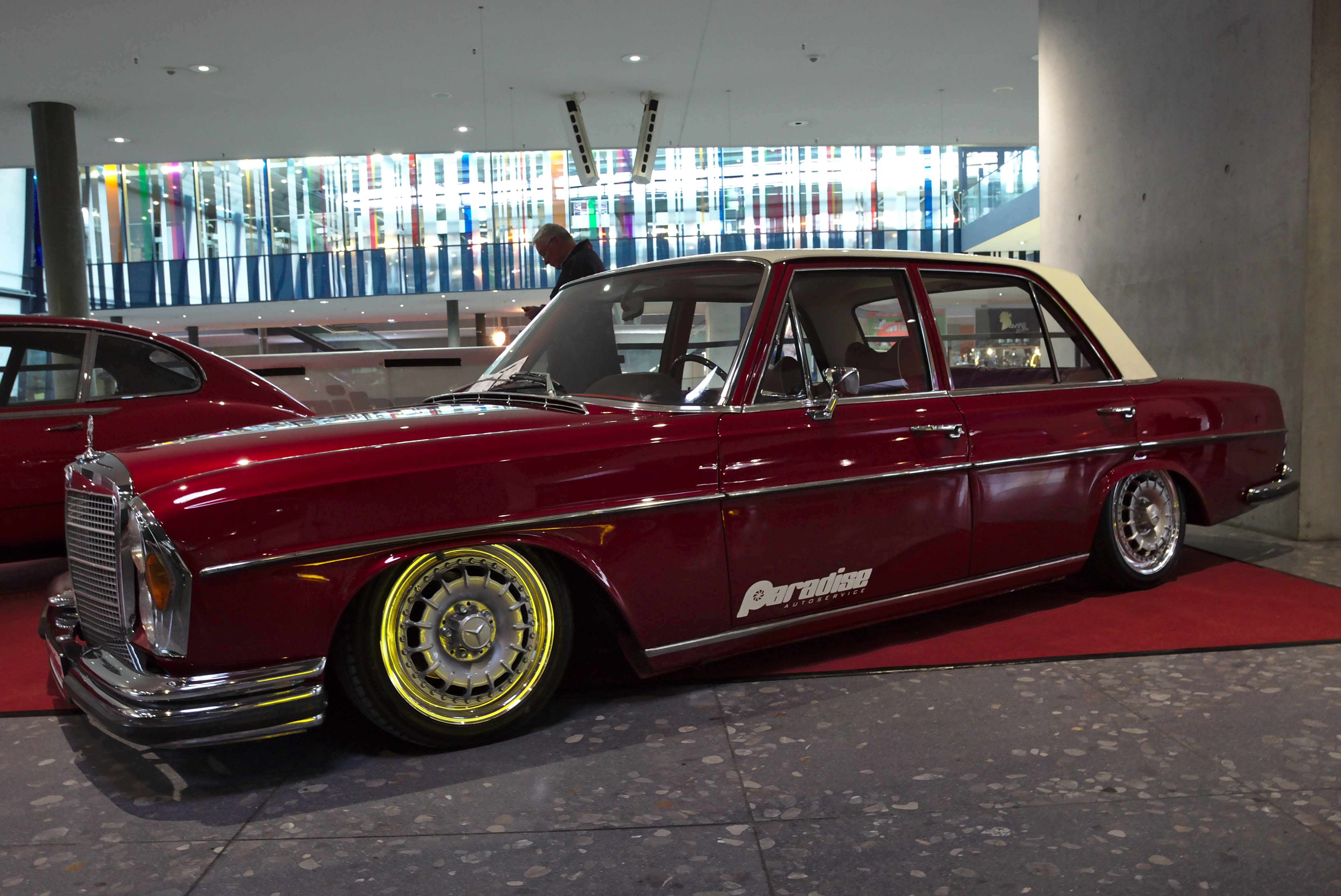
Getunter Mercedes-Benz W 109 auf den Retro Classics 2018

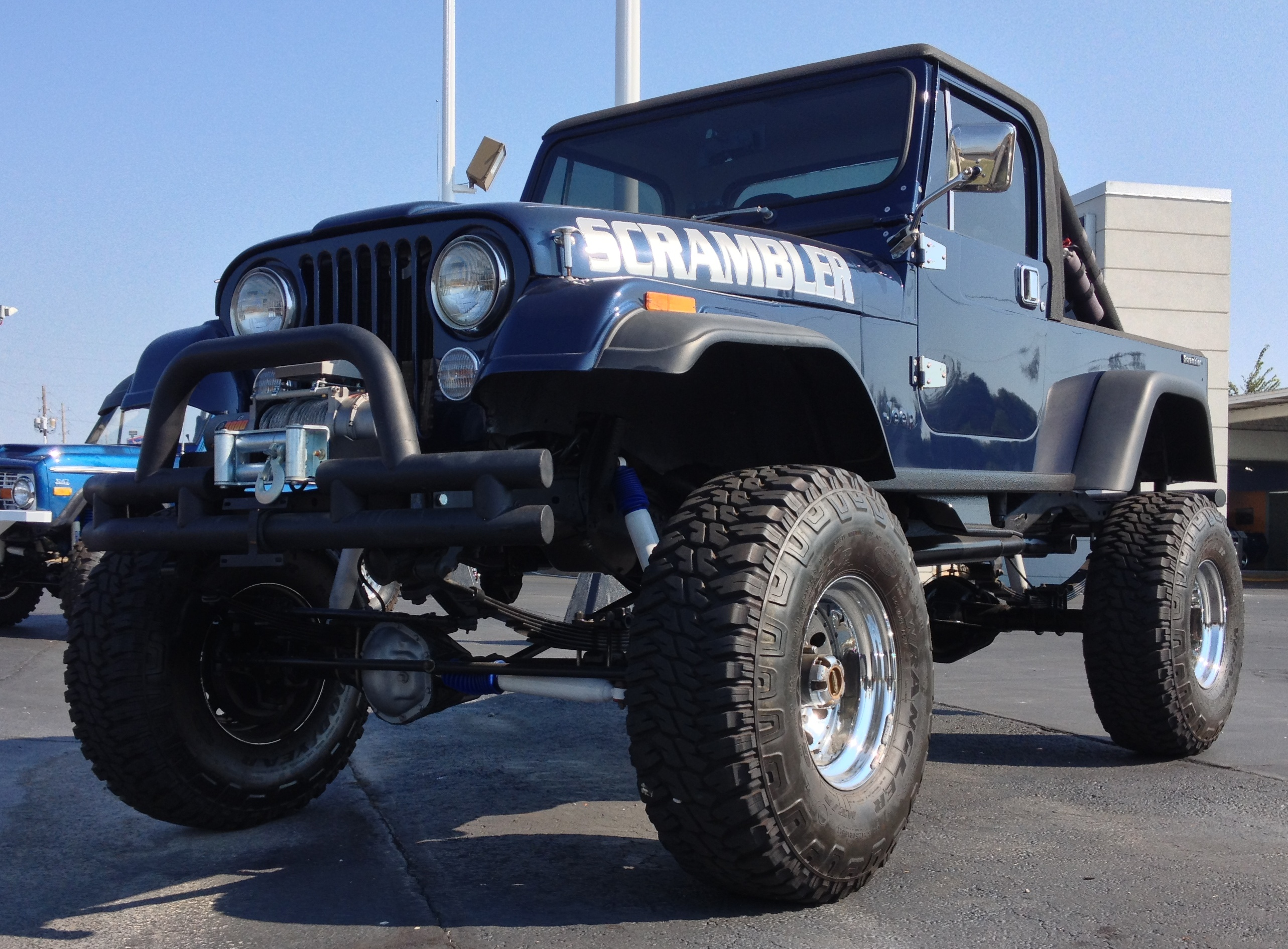
Bei Geländewagen, wie hier bei einem Jeep CJ 8, dient das Fahrwerktuning vor allem der Erhöhung der bei Fahrten im Gelände wichtigen Bodenfreiheit durch Höherlegen – was dann auch die Montage größerer Reifen erlaubt, eine weitere Steigerung der Bodenfreiheit

Unter Tieferlegung versteht man das Absenken der gesamten Fahrzeugkarosserie durch Tausch von Fahrwerkskomponenten wie Federn oder Stoßdämpfern. Hier sind grundsätzlich mehrere Varianten möglich.
Tieferlegungsfedern
Diese Variante sieht lediglich einen Austausch der Fahrwerksfedern durch kürzere und härtere Federn vor.
In der Regel können die Serienstoßdämpfer weiter verwendet werden. Abhängig vom Fahrzeug dürfen die Serienstoßdämpfer bei Tieferlegungen von etwa 40–50 mm und mehr nicht mehr verwendet werden, da bei diesen deutlich kürzeren Federn die Vorspannung nicht mehr ausreichend ist und sich die Fahrwerksfedern im Extremfall beim Ausfedern lösen können. Um dies zu vermeiden, kann der Hub der Serienstoßdämpfer mit einem Rebound begrenzt werden. Dazu wird im Inneren des Stoßdämpfers eine Hülse – der sogenannte Rebound – zwischen dem Dämpferkolben und dem Rohrverschluss auf die Kolbenstange aufgebracht, um somit den Aushub der ausfahrenden Kolbenstange um die Länge der Hülse zu verkürzen. Dieser Umbau ist nicht bei allen Stoßdämpfern möglich, weshalb in der Regel andere, „gekürzte“ Stoßdämpfer verwendet werden. Zudem sind die Serienstoßdämpfer nicht auf den neuen Hub und die neue Federhärte ausgelegt, weshalb es zu Einbußen beim Fahrverhalten und der Lebensdauer der Dämpfer kommen kann. Ungünstig für das Fahrverhalten kann es sein, wenn die meist größere Federrate nicht mit der Härte des originalen Stoßdämpfers harmoniert („unterdämpft“). Bei MacPherson-Federbeinen wirken zudem beim Einfedern zusätzliche Querkräfte auf die Kolbenstange, die durch die entsprechend dimensionierten Originalfedern weitgehend kompensiert werden. In der Regel weisen nur qualitativ hochwertige Tieferlegungsfedern die gleiche Querkraftkompensation auf und verhindern damit einen vorzeitigen Verschleiß der Dämpferdichtungen. Bei Verwendung minderwertiger Federn kann langfristig die Funktion der Stoßdämpfer beeinträchtigt werden.
Sportfahrwerke
Bei einem Sportfahrwerk werden sowohl Federn als auch Stoßdämpfer ausgetauscht. Vom Hersteller aufeinander abgestimmte Komponenten bieten in der Regel eine bessere Funktion, als wenn nur einzelne Komponenten getauscht bzw. Tuning- mit Serienteilen kombiniert werden. Manche Dämpferkomponenten erlauben zudem die individuelle Einstellung der Zug- und/oder Druckstufendämpfung.
Gewindefahrwerke
Gewindefahrwerke sind Sportfahrwerke, die sich über justierbare Federteller in der Höhe verstellen lassen. Sie sind den Rennsportfahrwerken sehr ähnlich und lassen sich teilweise ebenfalls in Zug- und/oder Druckstufendämpfung justieren.
Stabilisatoren
Sind an den Achsen Stabilisatoren verbaut, kann durch den Verbau härterer Stabilisatoren (Stäbe größeren Durchmessers) die Seitenneigung bei Kurvenfahrt (Rollen) stark verringert werden, ohne die durch das Tieferlegen verursachte Verhärtung der Federung gegenüber Fahrbahnquerfugen in Kauf nehmen zu müssen. Diese einfache und kostengünstige Maßnahme, die auch ohne eine Absenkung des Fahrzeugschwerpunktes eine Verbesserung der dynamischen Fahreigenschaften darstellt, wird oft von Automobilherstellern in Kombination mit werksseitig angebotenen Sportausstattungen (z. B. BMW M-Sportpaket) angewendet.
Lowrider
Als spezielle Tuningform sind Lowrider zu erwähnen. Bei dieser Form handelt es sich um tiefgreifende Umbaumaßnahmen im Bereich des Fahrwerks. Die serienmäßigen Fahrwerke werden ersetzt durch:
Hydraulik-Fahrwerke
Die serienmäßigen Federungs- und Dämpfungselemente werden bei klassischen Lowridern durch Hydraulikstempel ersetzt. Sogar die Bedienung über eine (Kabel-)Fernbedienung ist möglich, welche externes Einstellen der Fahrzeughöhe, manchmal auch der einzelnen Stoßdämpfer, zu Showzwecken ermöglicht.
Luftfederung oder Airride-Fahrwerke
Diese Fahrwerke besitzen eine Pneumatik, mit der das Niveau der Tieferlegung in wenigen Sekunden geändert werden kann. Benötigt wird hierzu an jeder Achse zwei Luftfederungsstoßdämpfer. Die Einstellung erfolgt über Kompressoren, die in der Regel ins Auto integriert werden. Es gibt aber auch externe Konstruktionen, bei denen der Luftdruck über normale Reifendruckfüllgeräte an der Tankstelle fest eingestellt wird. Diese Art der Fahrwerksänderung dient bevorzugt dem veränderlichen Aussehen der Tieferlegung und weniger dem veränderlichen Fahrverhalten durch die Fahrzeughöhe, wobei allerdings bei den neuesten Airride-Fahrwerken auch die Härte verstellbar ist. Mittlerweile sind solche Fahrwerke auch mit technischen Gutachten erhältlich und straßenzulassungsfähig.

#### Sonstiges Fahrwerktuning
Domstreben
Als Erweiterung zur Tieferlegung dienen Domstreben zur Versteifung der Karosserie, welche durch den geänderten Schwerpunkt und die oftmals härtere Federung stärkeren Belastungen ausgesetzt ist, als dies bei einem Serienfahrwerk der Fall ist. Domstreben verbinden entweder die beiden so genannten Dome, welche die Stoßdämpfer aufnehmen, oder werden direkt auf den Stoßdämpfern montiert und verbinden diese miteinander. Damit verbessert sich in diesem Zusammenhang das Kurvenfahrverhalten.
Fahrwerkslagerung
Eine weitere Verbesserungsmöglichkeit nach dem Einbau einer Tieferlegung ist, die Lagergummis („Gummipuffer“) (etwa von Querlenkern, Stabilisatoren oder Domlagern) gegen härtere, beispielsweise aus mit Teflon beschichtetem Kunststoff, zu ersetzen. Der Austausch dieser Fahrwerkslagerungen hat zur Folge, dass Lenkbewegungen etwas schneller und präziser vom Fahrzeug umgesetzt werden. Das Handling eines Fahrzeuges, das über ein entsprechend härteres Fahrwerk verfügt und dessen Fahrwerkslagerungs-Buchsen durch härtere ersetzt worden sind, ermöglicht eine deutlich sportlichere Fahrweise und ähnelt dem eines Karts.
Felgen und Reifen

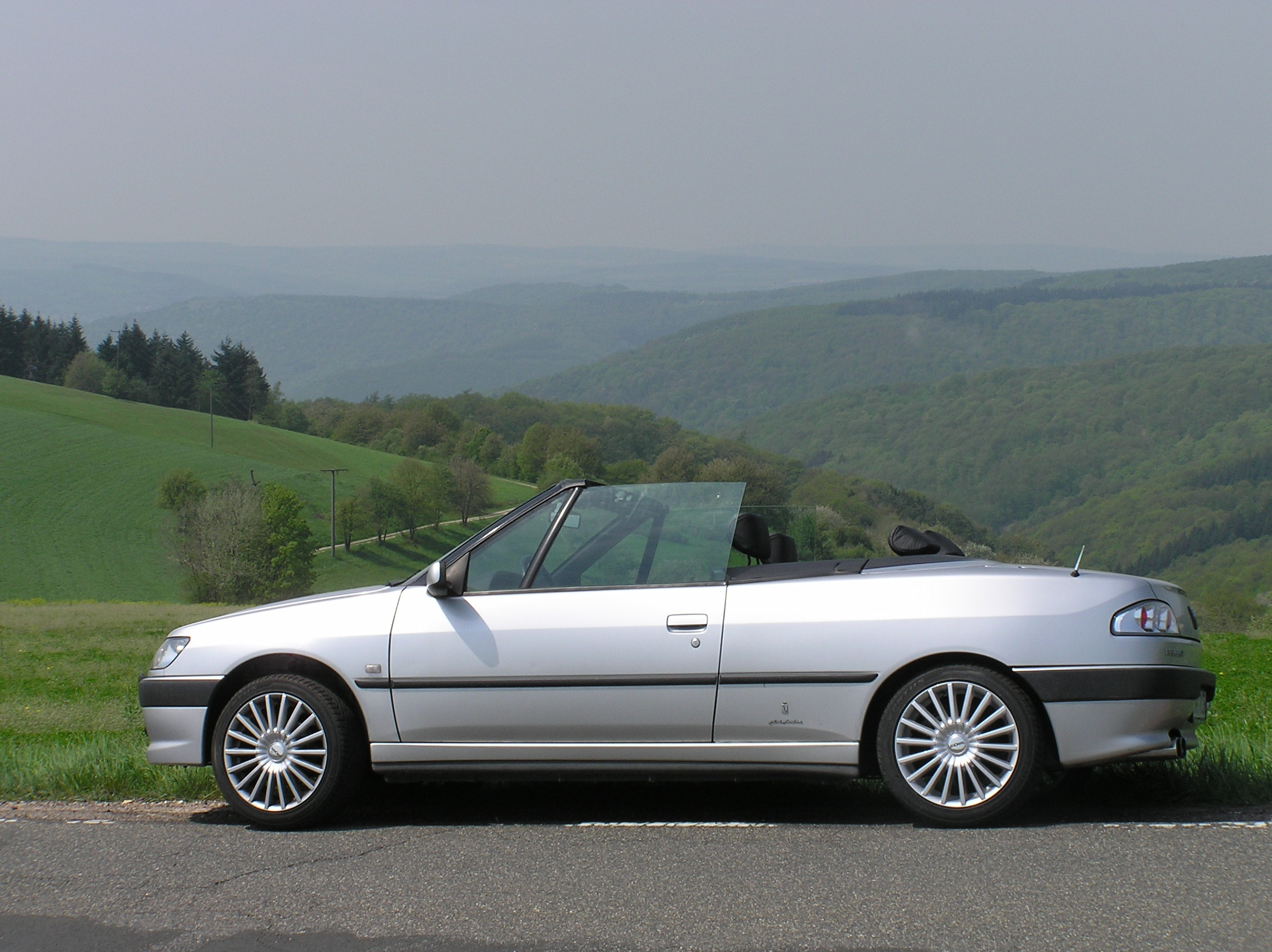
Leichtmetallräder an einem Peugeot 306 Cabriolet

Zum Fahrwerktuning zählt auch der Einsatz anderer Felgen-/Reifenkombinationen. Hier finden in der Regel Leichtmetallfelgen aus Aluminiumlegierungen, in seltenen Fällen auch Magnesium oder CFK, mit größerer Breite und größerem Durchmesser Verwendung. Das Leichtmetall bewirkt eine Reduktion der ungefederten Masse. Die Reifen haben oft einen niedrigeren Querschnitt und sind breiter als bei den Serienmodellen. Hierdurch erhöht sich die Haftung und Stabilität des Fahrzeuges auf der Straße, so dass, vor allem auf trockenem Untergrund, deutlich höhere Kurvengeschwindigkeiten und kürzere Bremswege erreicht werden können. Bezüglich der Massenreduktion sind Breitreifen kontraproduktiv. Zu reinen Showzwecken kommen extravagante Felgen, oftmals verchromt und häufig mit Goldapplikation oder gar Edelsteinen verziert, zum Einsatz.

### Karosserietuning

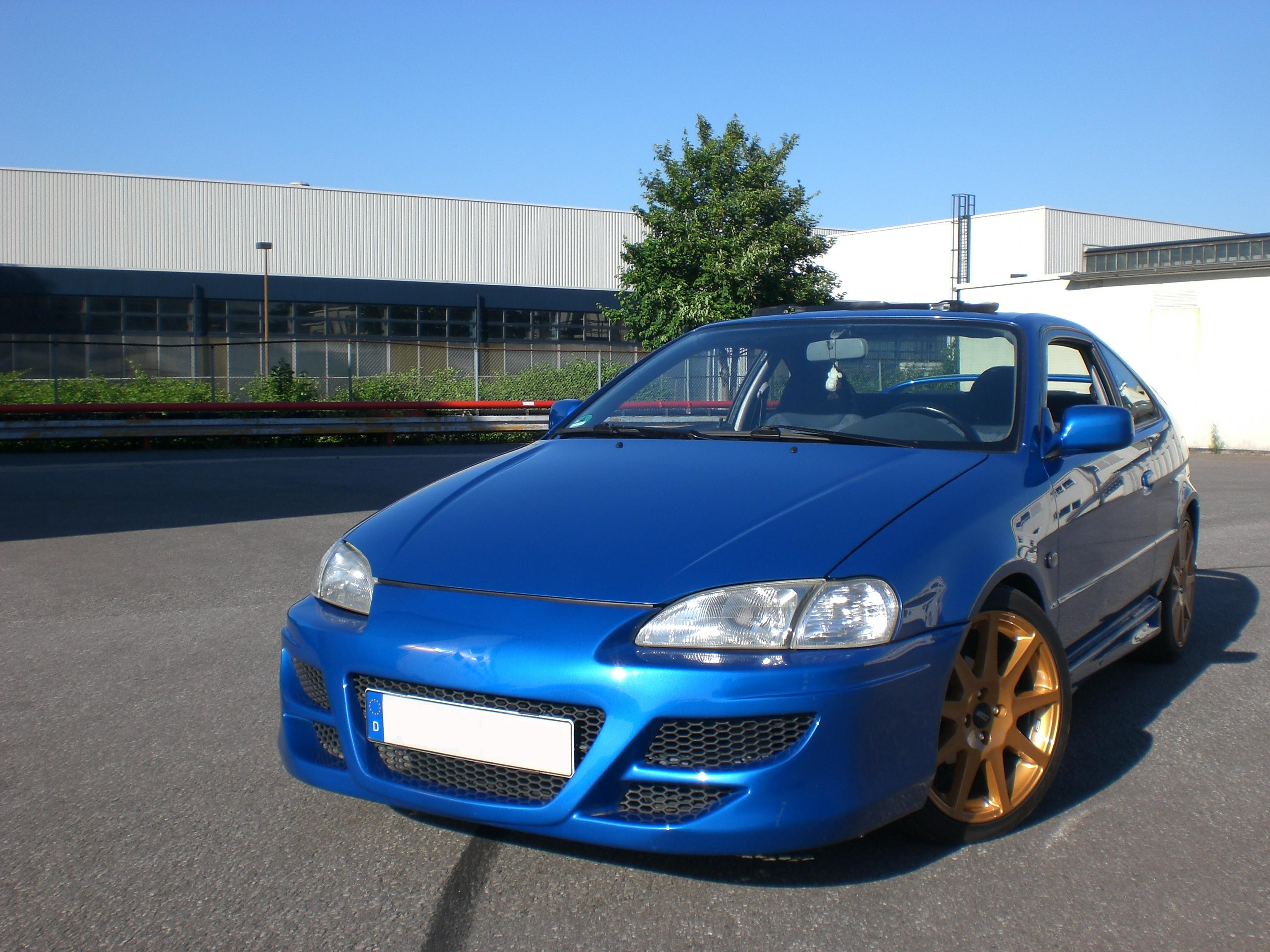
Karosserietuning am Beispiel eines Toyota Paseo

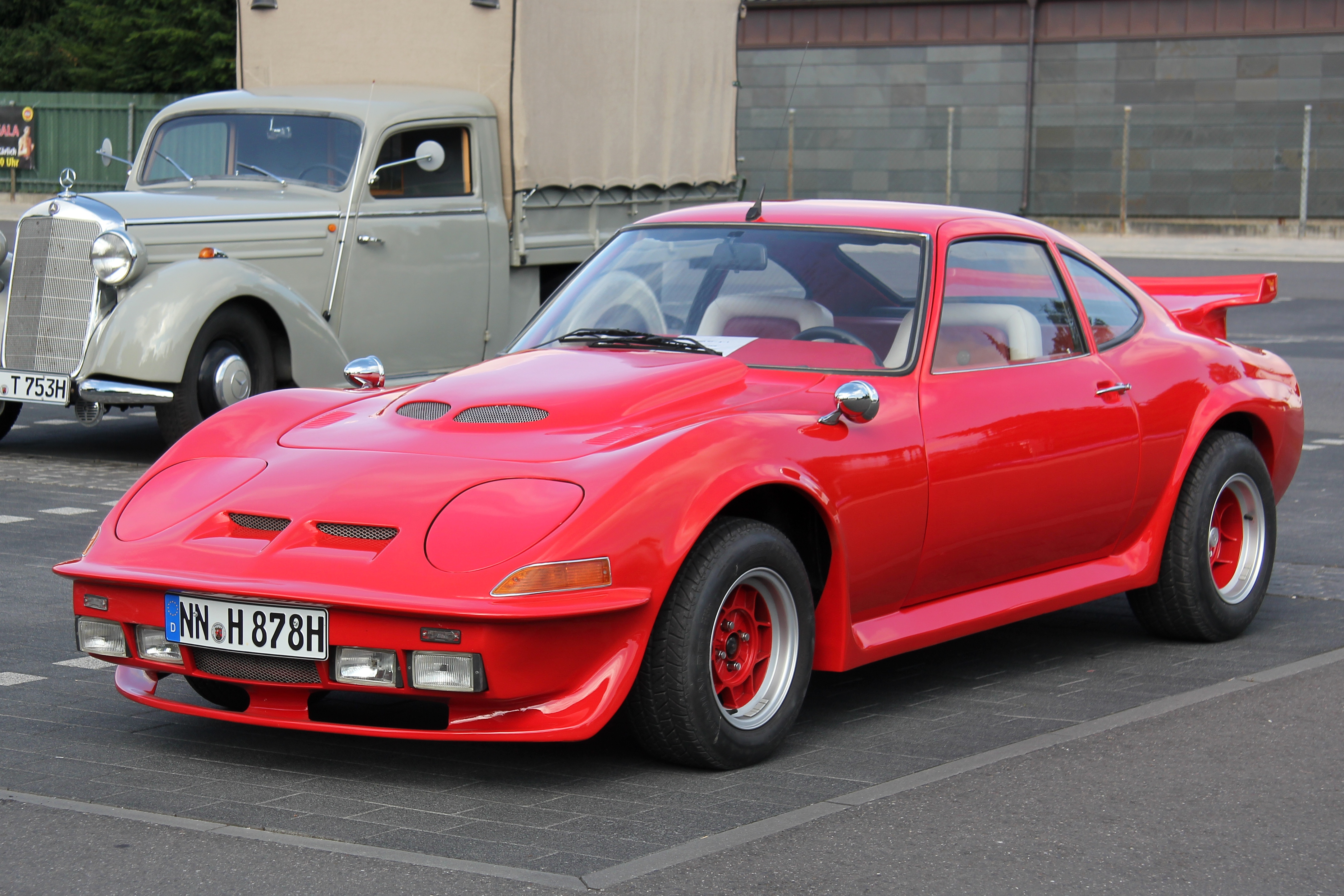
Getunter Opel GT

Als Karosserietuning bezeichnet man Veränderungen an der Fahrzeugkarosserie. Diese reichen vom Anbringen eines Spoilers bis hin zur kompletten Veränderung der Karosserie, die meist durch Anbauteile oder den Austausch von Serienteilen erfolgt. Hierbei unterscheidet man zwischen Maßnahmen, die alleine dem Zweck einer Veränderung des optischen Erscheinungsbildes des Fahrzeugs dienen, Maßnahmen, die aufgrund ihrer aerodynamischen Eigenschaften das Fahrverhalten des Fahrzeuges bei höheren Geschwindigkeiten verbessern sowie sonstige Maßnahmen. Weitgehende Umbauten betreffen das Ersetzen ganzer Karosseriebereiche durch Umbauten, zum Beispiel dem Einbau von Flügeltüren oder Scherentüren.
Hot Rod 
Chopping
Das Chopping (auch Chop-Top) ist eine Technik, bei der die A-, B-, C-Säulen eines Autos in der Länge eingekürzt werden. Damit soll die optische Gürtellinie des Fahrzeugs angehoben werden. Zudem verkleinert sich die Fensterfläche und das Dach wird niedriger.
Channeling
Das Channeling (auch „Tieferlegen“), von engl. channel (Kanal), bewirkt eine Absenkung der gesamten Karosserie über den Rahmen des Fahrzeugs. Dies erfolgt durch das Einschweißen einer Vertiefung (Kanal) in die Unterseite der Karosserie.
Sectioning
Beim Sectioning wird aus der Karosserie des Fahrzeuges ein horizontaler Streifen entfernt.
Cleaning
Das Cleaning (engl. clean = sauber) bezeichnet die Demontage von Zierleisten, Türgriffen, Schriftzügen und Abdeckungen sowie das anschließende Schließen der entstandenen Löcher mit Blech. Die Karosserie wird also von „optisch störenden“ (Funktions-)Elementen „gesäubert“.
Lowering
Das Lowering umfasst die optische und technische Absenkung der Karosserie (siehe Lowrider). Dazu wird ein Fahrzeug mit einem Channeling oder einem hydraulischen bzw. pneumatischen Fahrwerk versehen.

#### California Look

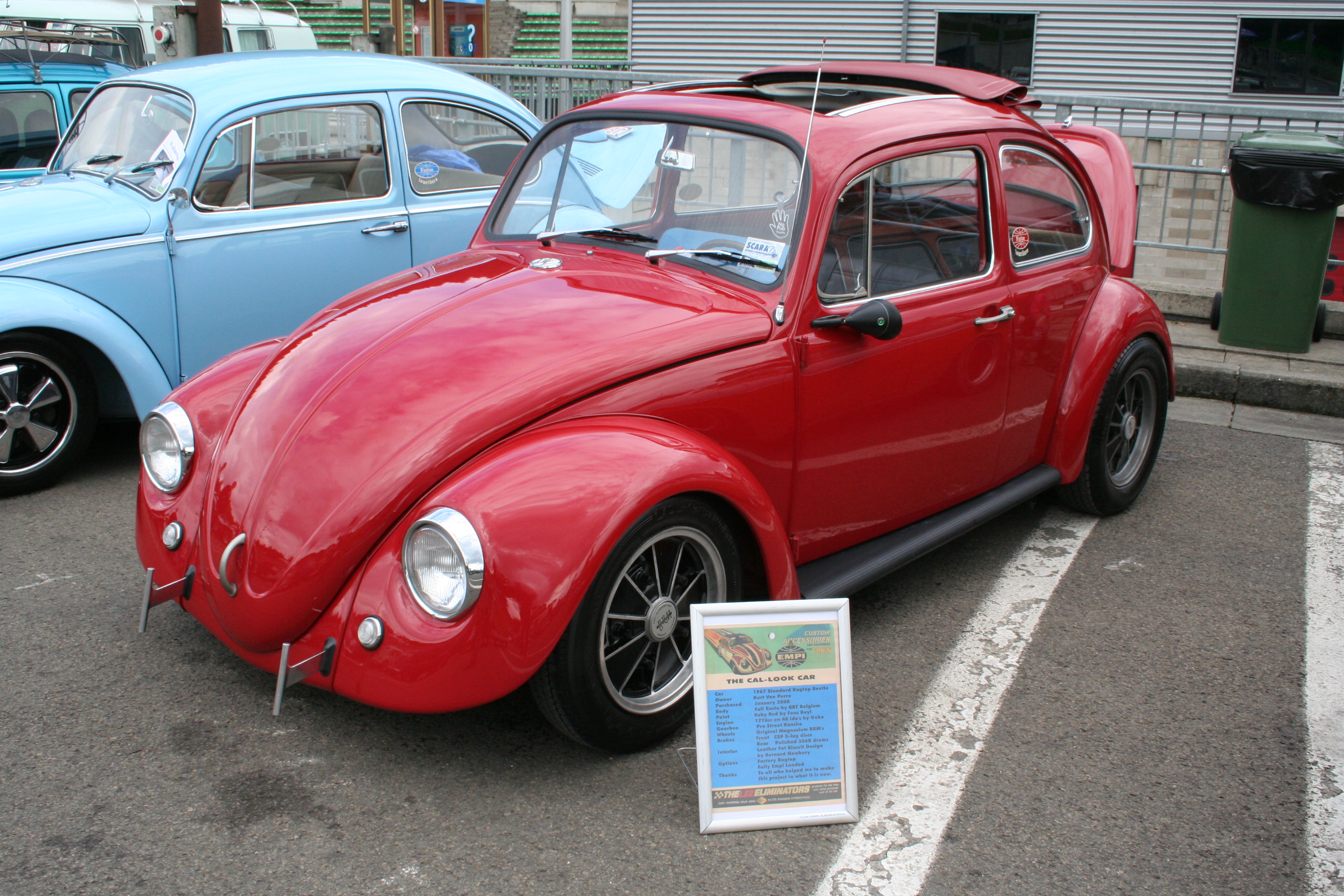
VW-Käfer im Cal Look

Der Begriff Cal Look (engl. für kalifornisches Aussehen) bezeichnet in einem speziellen Stil umgebaute Volkswagen-Modelle, insbesondere den VW Käfer. Diese Stilrichtung prägte die VW-Käfer-Szene weltweit. Bereits Ende der 1960er Jahre entstand diese Art des Käfer-Tunings in Orange County, südlich von Los Angeles. Erst einige Jahre später wurde der Stil international publik, als Jere Alhadeff in der 1975er Februar-Ausgabe des Magazins Hot VWs dem Stil einen Namen gab: „California Look“.
Die Intention des Cal Looks ist einfach: Der Käfer sollte durch den Verzicht auf unnötigen Zierrat noch unauffälliger gemacht werden und mittels eines starken Motors für hohe Fahrleistungen an der Ampel und auf dem Drag Strip sorgen. Als Basis für „Cal Looker“ werden de facto alle älteren luftgekühlten Volkswagen verwendet.

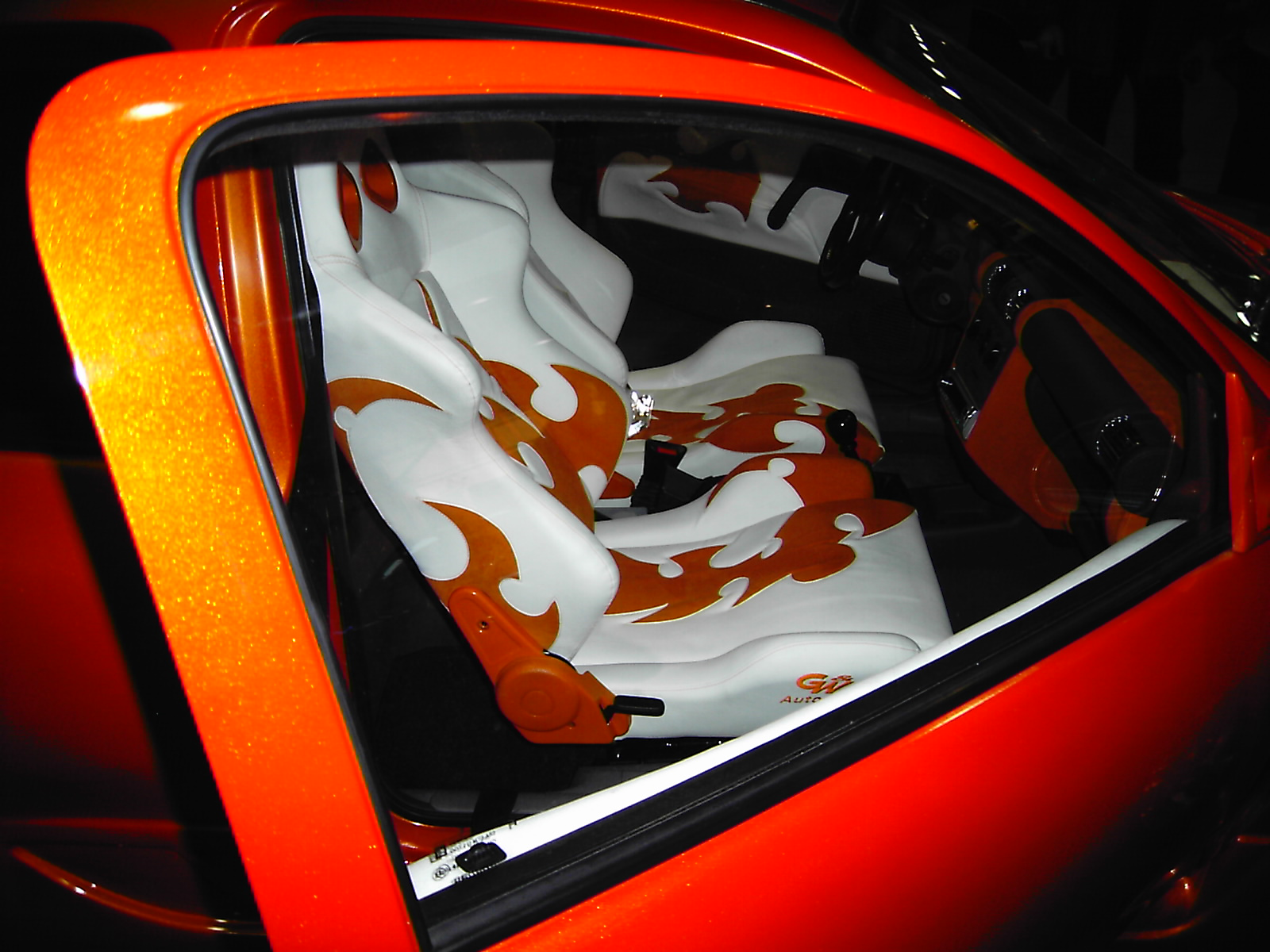
Professionell angefertigte Stoffsitzbezüge in einem Opel Corsa B

### Interieur- und Audiotuning
Als Interieur- oder Innenraumtuning bezeichnet man Veränderungen im Bereich des Fahrzeuginnenraumes. Oft werden dabei hochwertigere oder ausgefallenere Materialien als beim Serienfahrzeug, z. B. Leder oder Alcantara, verbaut oder Teile hinzugefügt. Mitunter werden typfremde Armaturenbretter verbaut.
Eine spezielle Art des Innenraumtunings sind Veränderungen durch Multimedia-Geräte, wie zum Beispiel Car-HiFi-Anlagen, Lautsprecherboxen, DVD-Spieler oder ähnliches.
Es können aber auch so wichtige Fahrzeugelemente wie die Autositze (Sportsitze, Ledersitze) und das Lenkrad modifiziert werden. Für den Einbau einer aufwändigen Hifi-Anlage wird gelegentlich die Rückbank komplett entfernt. Neben größeren und deutlich erkennbaren Umgestaltungen gibt es zudem auch zahlreiche kleinere Details, wie etwa die Öffner von Handschuhfach und Türen, die Lichtschalter oder auch die Tachoringe, die individuell gestaltet werden können.

### Beleuchtung
Änderungen der Beleuchtung umfassen
- Austausch der Frontscheinwerfer gegen welche mit Klarglas-Streuscheibe und/oder Standlichtringen
- Austausch der Rückleuchten gegen solche mit LED-Beleuchtung
- Austausch von Leuchtmitteln gegen solche mit Farbfiltern oder andere Lichtquellen
- „Böser Blick“: die Motorhaube ragt auf der oberen Grillseite über die Frontscheinwerfer, so dass die Frontpartie aggressiver wirkt.
- zusätzliche Leuchten
  - Leuchten im Außenbereich (z. B. Nebelscheinwerfer, Tagfahrleuchten, Zusatzscheinwerfer, zusätzliche Positionsleuchten an Lastkraftwagen, Leuchtröhren unter dem Fahrzeug bei Personenkraftwagen, Zusatzscheinwerfer)
  - Leuchten im Innenraum (oft Leuchtröhren oder Leuchtdioden)
    - So genannte Plasma-Tachoscheiben, die, sobald man das Licht am Auto einschaltet, das Tachometer in verschiedenen Farben (meist blau oder grün) beleuchten. Ist das Licht ausgeschaltet, erscheint das Tachoinstrument weiß.[2]

Zusätzliche Leuchten sind ggf. nicht zulassungsfähig, dazu gehört auch eine hellere Innenraumbeleuchtung, sofern diese nach außen strahlt.

### Tuning im Modellbau
Nicht nur im Bereich echter Fahrzeuge wird Tuning betrieben. Auch im Modellbaubereich beschäftigen sich Freunde des Tunings mit den zahlreichen Möglichkeiten, Serienfahrzeuge zu veredeln. Besonders hervorzuheben ist das Tuning von Modellautos. Dieses Hobby erfreut sich seit Jahren zunehmender Beliebtheit. Besonders durchgesetzt hat sich hierbei der Modellbaumaßstab 1:18.

## Rechtslage

### Deutschland
Die für das Tuning maßgeblichen Regelungen der FZV sowie der deutschen Straßenverkehrszulassungsordnung (StVZO):
StVZO § 19 (Erteilung und Wirksamkeit der Betriebserlaubnis): Die Betriebserlaubnis des Fahrzeugs erlischt (nur), wenn Änderungen vorgenommen werden, durch die
- a) die Fahrzeugart geändert wird,
- b) eine Verkehrsgefährdung zu erwarten ist, oder
- c) das Abgas- oder Geräuschverhalten verschlechtert wird.
- d) „vierte Alternative“: Die vierte Alternative bezieht sich auf die Folgen einer nicht durchgeführten Anbauabnahme nach § 19(3) StVZO. Beispiel: Ein Bauteil ist anbauabnahmepflichtig, die Anbauabnahme wurde jedoch nicht durchgeführt.

Die Betriebserlaubnis erlischt nicht, wenn für die eingebauten Teile (nach a,b,c) eine eigene deutsche (§ 22 StVZO) oder EG-weite Betriebserlaubnis oder eine Bauartgenehmigung (§ 22 a StVZO) besteht die ausdrücklich keine Anbauabnahme erfordert, oder wenn der Anbau der Teile dem Fahrzeughersteller im Rahmen einer Betriebserlaubnis oder eines Nachtrags dazu für das Fahrzeug nach § 20 StVZO genehmigt worden ist. Eine erloschene Betriebserlaubnis kann ohne Rückbau nur durch eine Abnahme der Änderung bei einem Kfz-Prüfer wiederhergestellt werden. Mit ABE nach §19.3 StVZO oder per Einzelabnahme nach § 21 StVZO. Die gilt nicht für Teile gem. §22a StVZO, da hier eine neue Bauartgenehmigung erteilt werden muss.
StVZO § 22a (Bauartgenehmigung für Fahrzeugteile): Bestimmte Einrichtungen müssen immer in einer amtlich genehmigten Bauart ausgeführt sein: Reifen, Scheiben und Folien für Scheiben, Scheinwerfer, Leuchten, Glühlampen u. a. Diese Fahrzeugteile dürfen zur Verwendung im öffentlichen Verkehr nur angeboten, veräußert oder erworben werden, wenn sie mit einem amtlichen Prüfzeichen gekennzeichnet sind. Bei Gebrauchtfahrzeugen genügt es im Einzelfall, wenn die „In etwa Wirkung“ erfüllt ist oder wenn die Einrichtung nicht oder nur mit hohem finanziellen Aufwand umgebaut werden kann. Derartige Teile dürfen nicht verändert werden. Sehr beliebt sind beispielsweise lackierte Rückleuchten. Hier wird die Bauart der Leuchte in unzulässiger Weise geändert.
StVZO § 69a (Ordnungswidrigkeiten): Ordnungswidrig im Sinne des § 24 des Straßenverkehrsgesetzes handelt, wer vorsätzlich oder fahrlässig diese Beschränkungen nicht beachtet.
Fazit: In der Regel gehört zu vielen selbst vorgenommenen Umbauten (bauartgenehmigungspflichtig oder Betriebserlaubnis-relevant aber ungeprüft) eine Einzelabnahme bei einem zugelassenen Sachverständigen (Prüfingenieur). Um diese zu vermeiden, kann man Fahrzeugteile mit ABE, also „Allgemeiner Betriebserlaubnis“ kaufen. Diese sind oft von einer Einbauabnahme unabhängig. Teilegutachten sind eine Beurteilungshilfe für den Prüfingenieur. Bei eintragungspflichtigen Änderungen, für die keine ABE oder Bauartgenehmigung besteht oder die von einer Einbauabnahme abhängig sind, muss der Sachverständige die Beurteilung selbständig vornehmen. Eine Einbauabnahme ist oft bei Felgen, Fahrwerken und Aerodynamik-Bauteilen notwendig. Anschließend wird die Zulassungsbescheinigung Teil II (Fahrzeugbrief) um die Erweiterungen ergänzt und die eingetragenen Umbauten beeinflussen die Betriebserlaubnis (BE) des Fahrzeugs nicht mehr. Zum Nachweis sollte die Abnahme bei der Zulassungsstelle in die Zulassungsbescheinigung Teil I (Fahrzeugschein) eingetragen werden. Nach § 13 FZV sind rechtlich relevante Änderungen „unverzüglich“ von den Zulassungsstellen einzutragen. In anderen Fällen sind die Papiere mit etwaigen Anbauanweisungen und Einbaubestätigungen mitzuführen.

### Österreich
In Österreich ist Tuning nur zulässig, wenn es den gesetzlichen Voraussetzungen des Kraftfahrgesetzes (KFG), der Straßenverkehrsordnung (StVO) oder der Kraftfahrgesetz-Durchführungsverordnung genügt.

### Schweiz
In der Schweiz dürfen Veränderungen am Fahrzeug nicht der Verordnung über die technischen Anforderungen an Strassenfahrzeuge (VTS) widersprechen.